# Lehigh Valley Zoo
Lehigh Valley Zoo je zoologická zahrada o rozloze 19 akrů (11,7 hektarů) se sídlem v Schnecksville v americkém státě Pensylvánie v Přírodní rezervaci Traxler o rozloze 1 100 akrů (445 hektarů). Zoo je otevřena celoročně.
Od března 2006 je Lehigh Valley Zoo akreditována americkou Asociací zoologických zahrad a akvárií (AZA).

## Historie
V roce 1906 začal Harry Clay Trexler kupovat farmy v okresech Lowhill a North Whitehall v Pensylvánii k vytvoření rezervace, která by měla pomáhat chránit bizony, losy a jelence běloocasé. Než zemřel, celkově koupil 36 farem o celkové rozloze 1 105 akrů (448 hektarů), které odkázal Lehigh County. V roce 1935 se oblast oficiálně stala Přírodní rezervací Trexler.
Stavba dětské zoo v parku začala v roce 1974. Když se otevřela, program zoo zahrnoval ukázky krmení a možnost pohlazení si exotických zvířat z Afriky, Asie a Austrálie.
V roce 2004 byla celá rezervace zpřístupněna veřejnosti, protože původní účel zachraňování původních druhů byl splněn. Ve stejné době převzala Zoologická společnost Lehigh Valley správu zoo v parku.

## Popis
Zoo se rozkládá v ohybu řeky Jordan Creek. Podél zahrady je parkoviště, kam je možné dojet po přístupových cestách křižujících rezervaci.
V roce 2019 v areálu žilo 130 druhů zvířat o celkovém počtu 340. Patří mezi ně mimo jiné vlk mexický, dikobraz, přímorožec šavlorohý, žirafa masajská, sovice sněžní, lamy, klokani či zebry. Bizona a losa, tedy druhy, kvůli kterým byla rezervace původně zřízena, je možné spatřit pouze v jejich přirozených habitatech mimo areál zoo.  Ročně areál navštíví kolem 200 tisíc návštěvníků.
V areálu jsou dostupné klasické služby jako obchod se suvenýry, restaurace a toalety, navštívit lze také amfiteátr či výstavu zvířecích exponátů. Zoo pořádá řadu společenských událostí, jako jsou například Snídaně se zvířaty, oslava Dne nezávislosti či Národní týden uznání práce chovatelů. V zoo je možné přespat a absolvovat noční prohlídku, část areálu lze pronajmout pro rodinné i firemní akce, nabízeny jsou také narozeninové programy a programy vzdělávací včetně školních.
Nedílnou součástí organizace je pomoc dobrovolníků například při společenských událostech, údržbě areálu či marketingu, členové zoo zase mohou využít možnosti celoročního vstupu do zoo zdarma, pondělních dřívějších vstupů nebo rozmanitých slev.
Současně Lehigh Valley Zoological Society převzala správu zoo v parku.

## Galerie

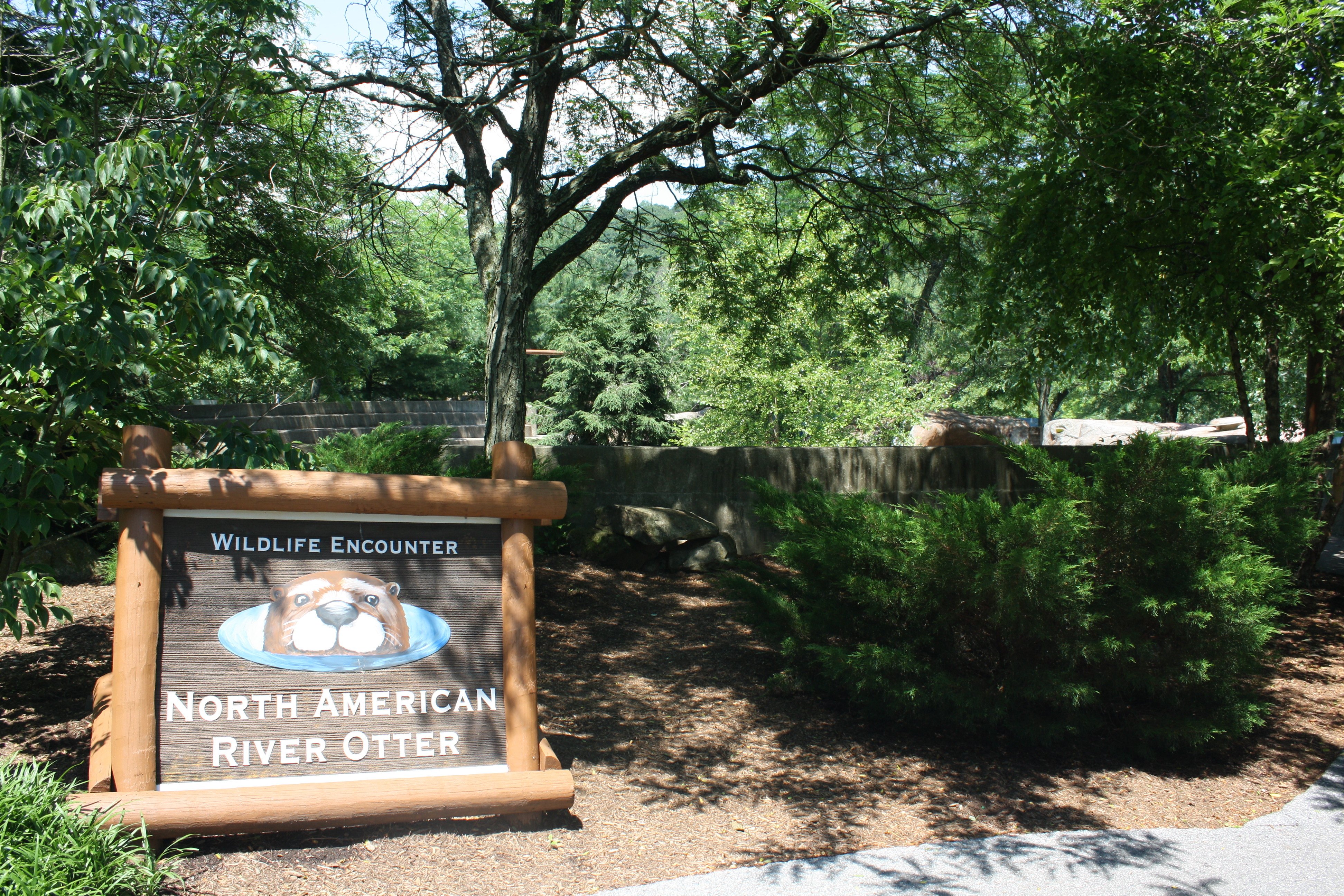
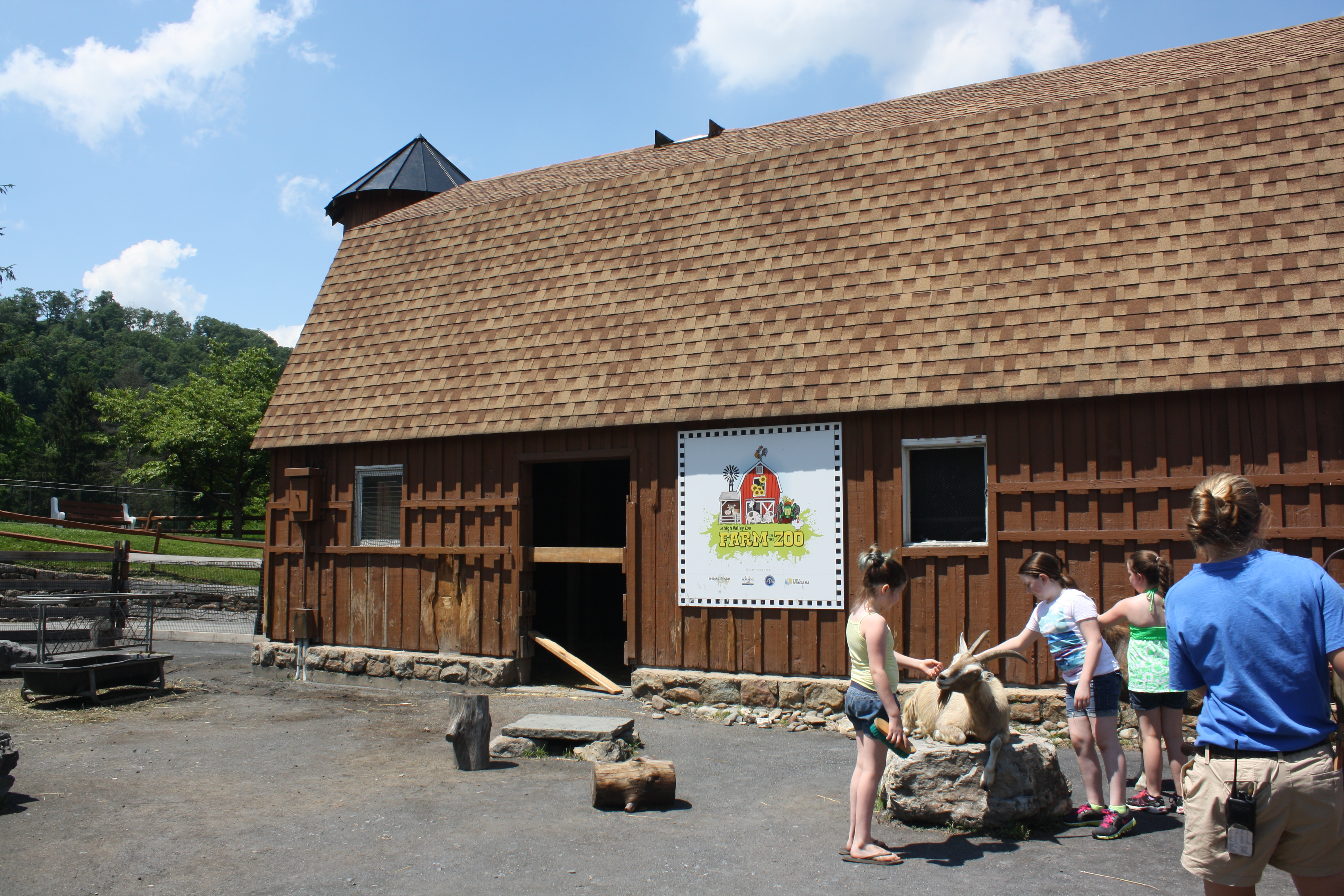
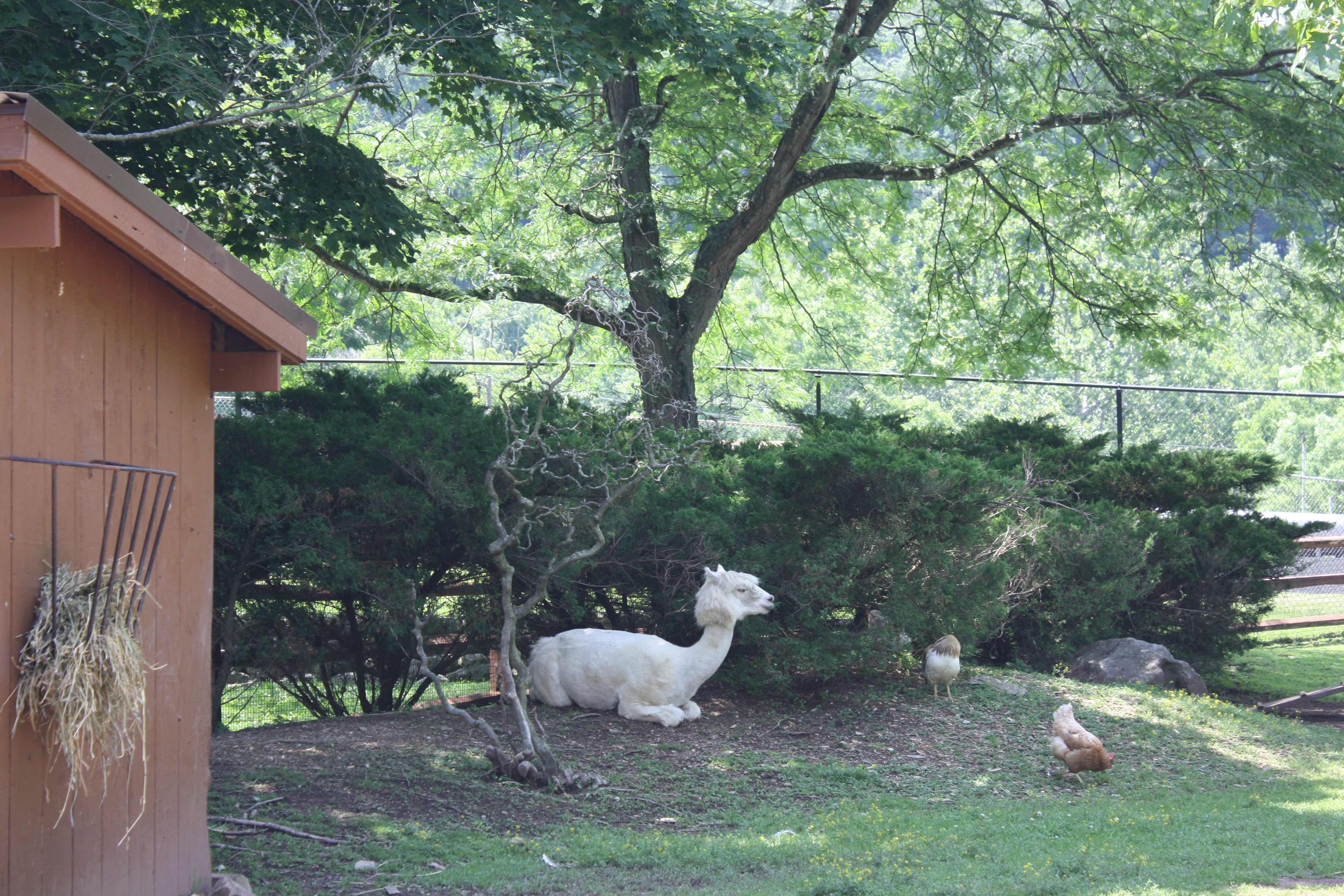
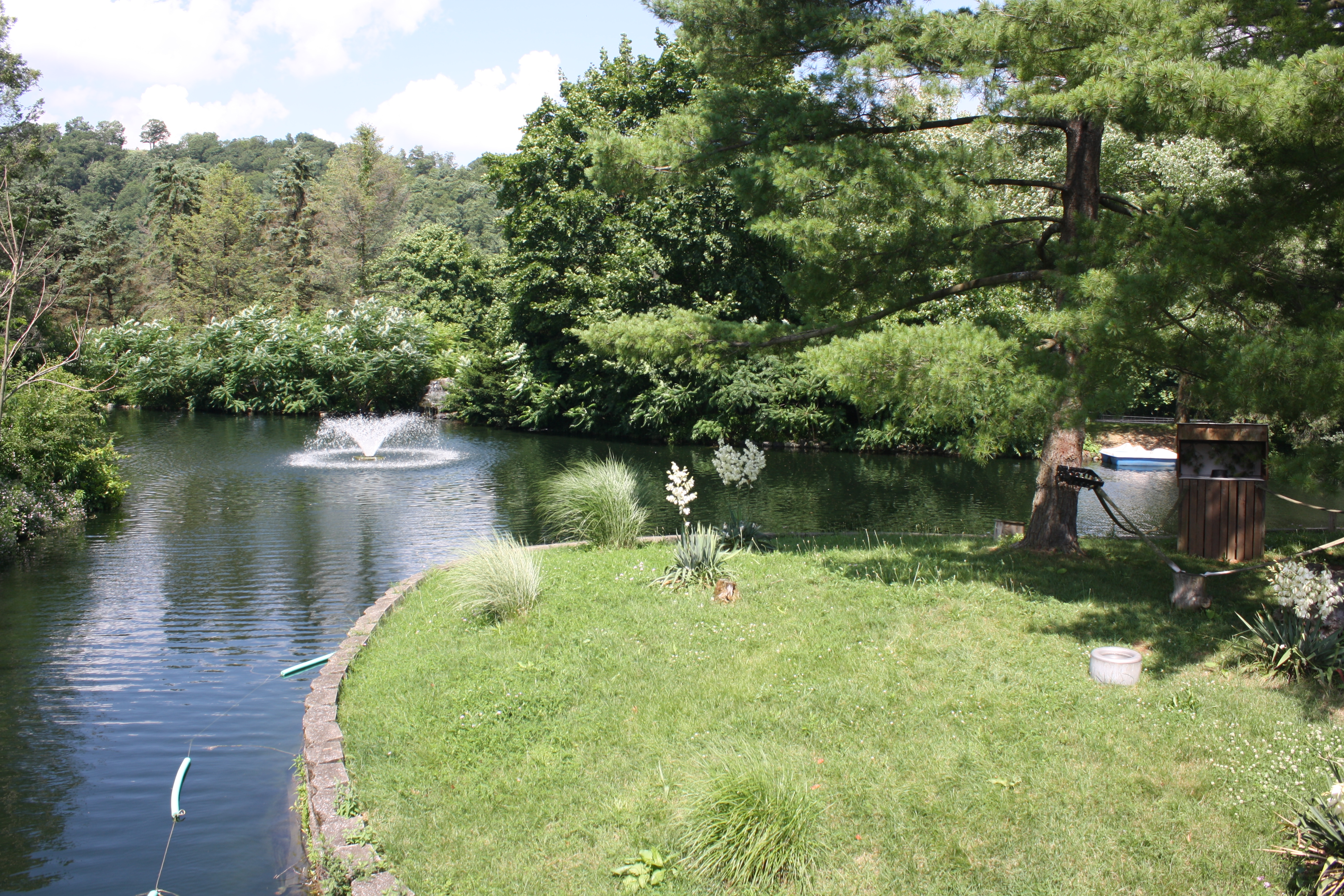
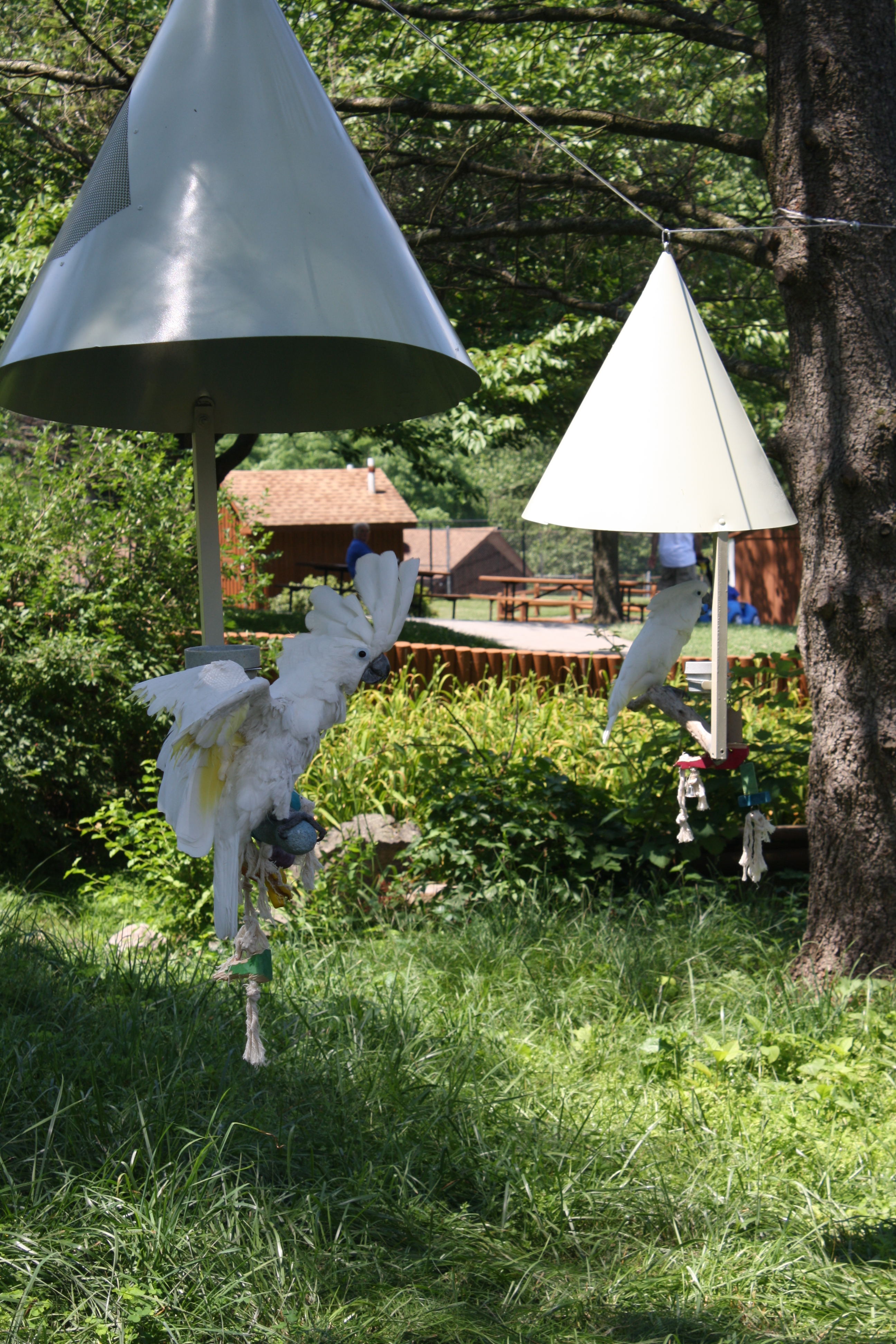
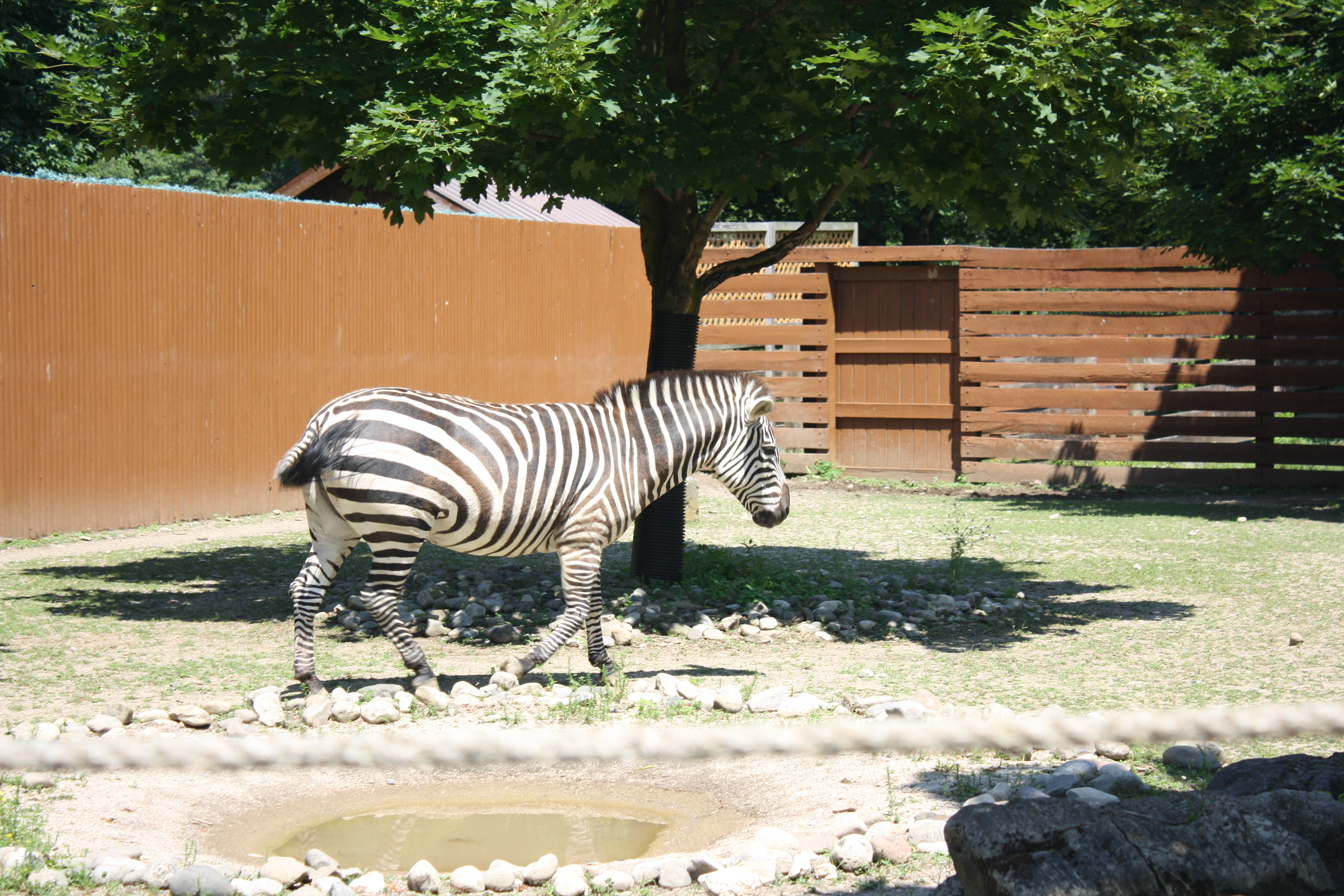
Grant's zebra
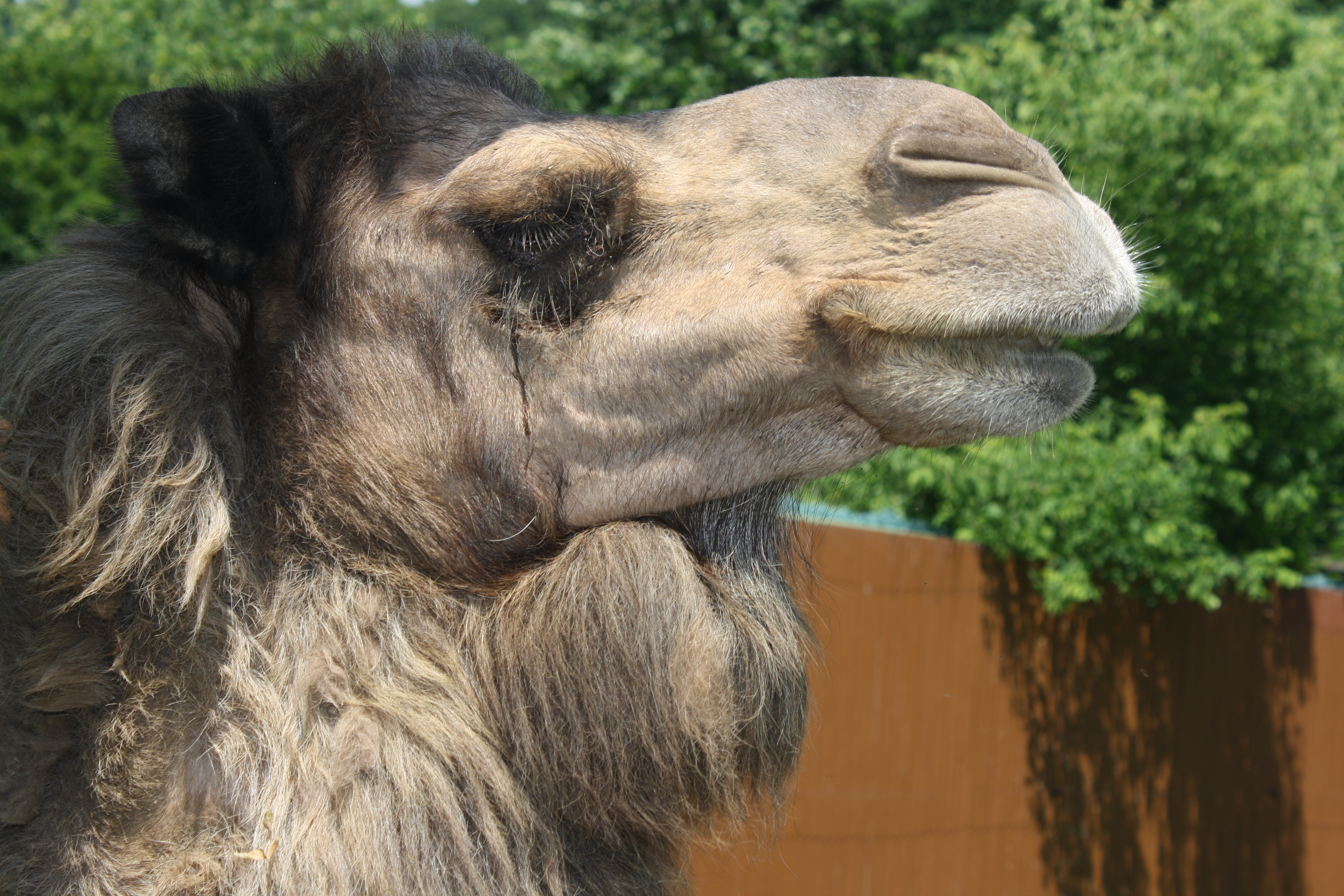
Velbloud dromedár
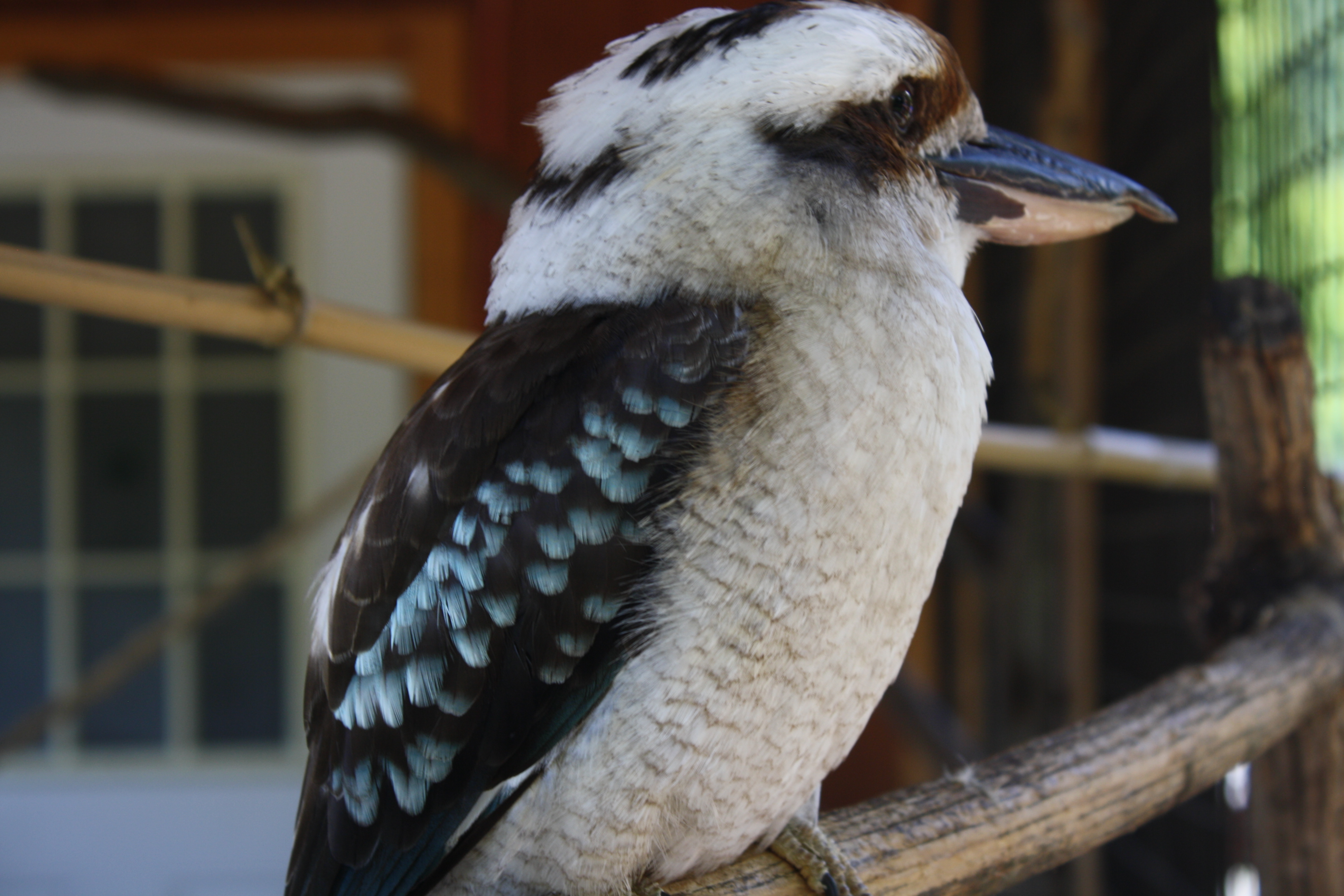
Ledňák obrovský
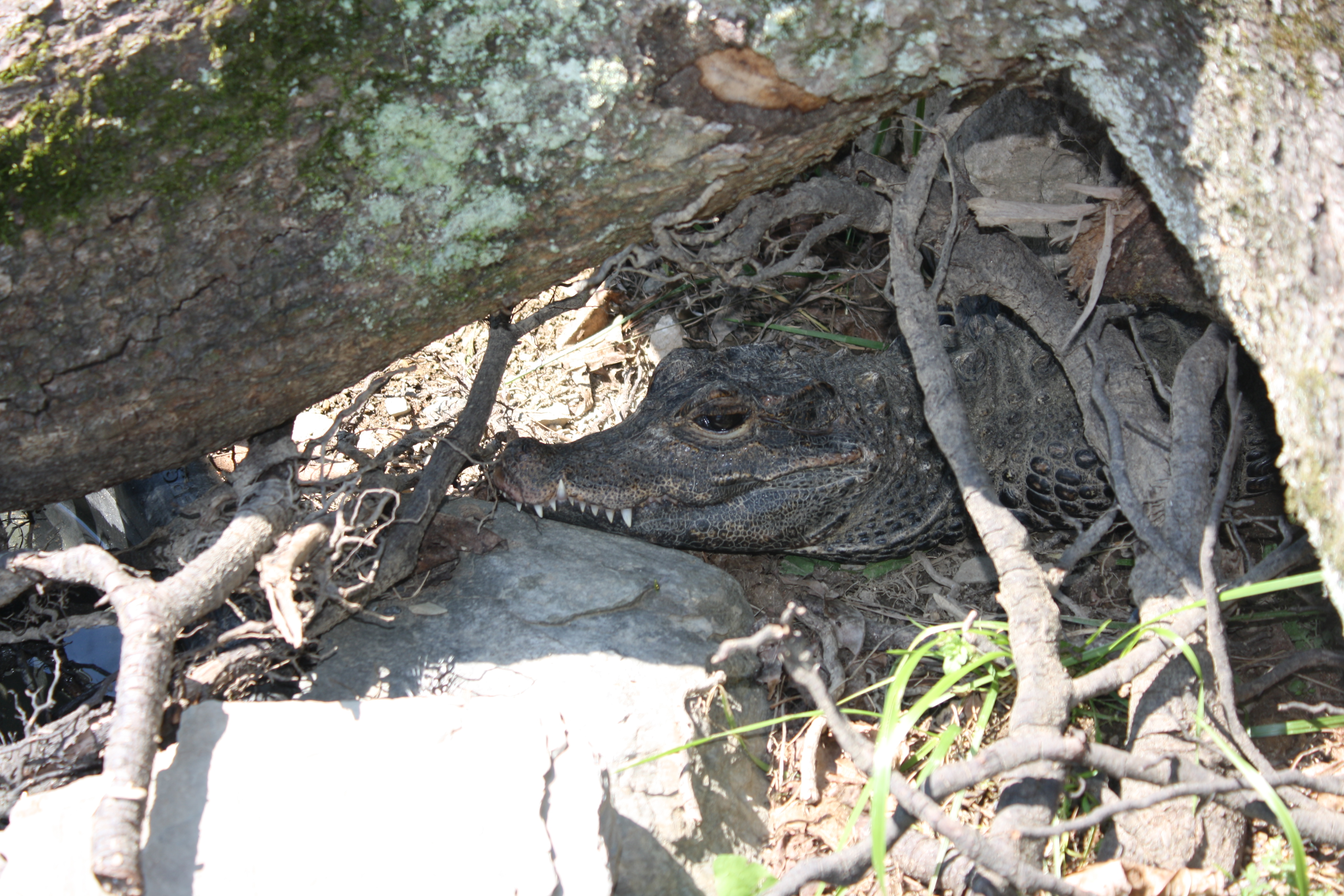
Krokodýl čelnatý
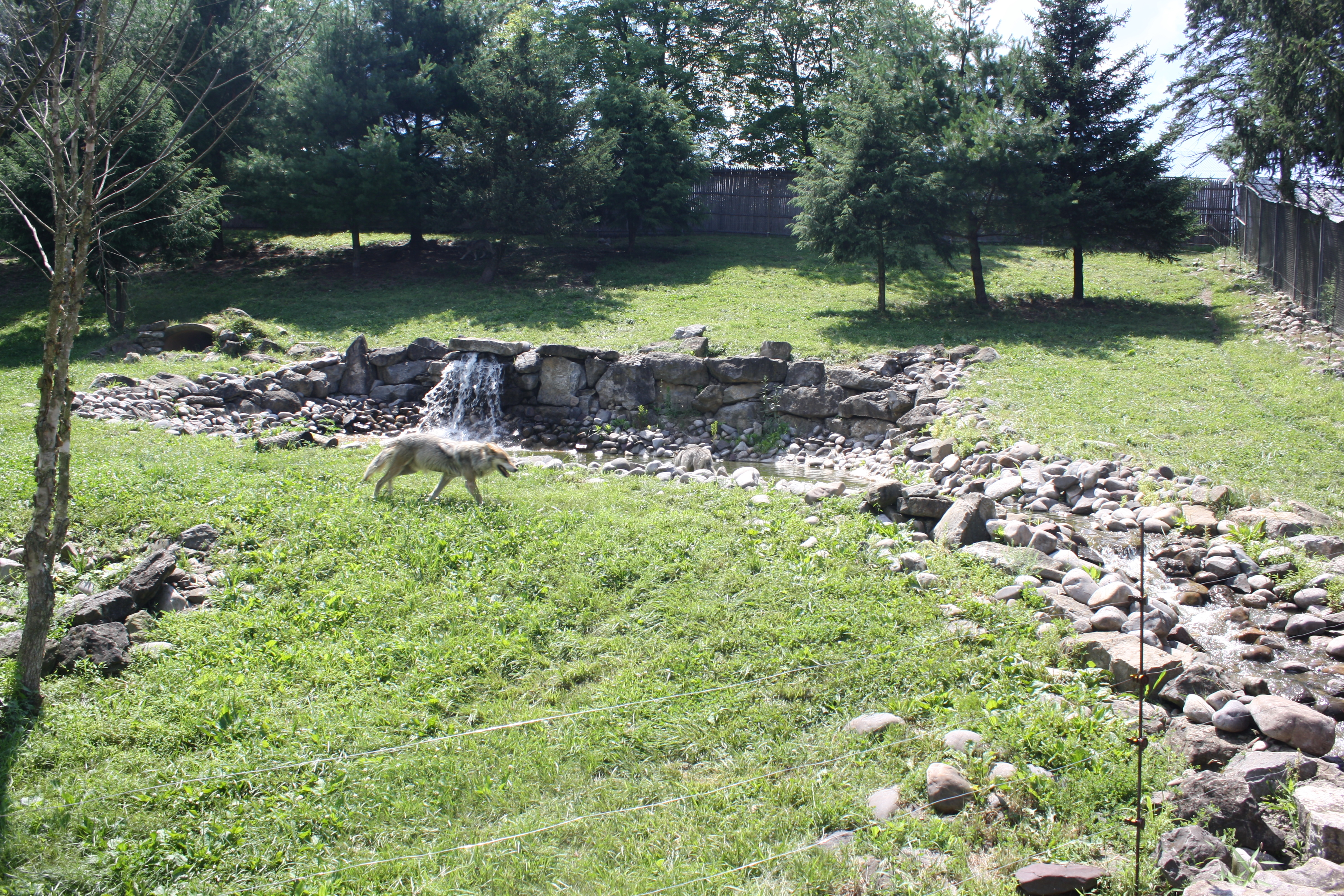
Vlk mexický
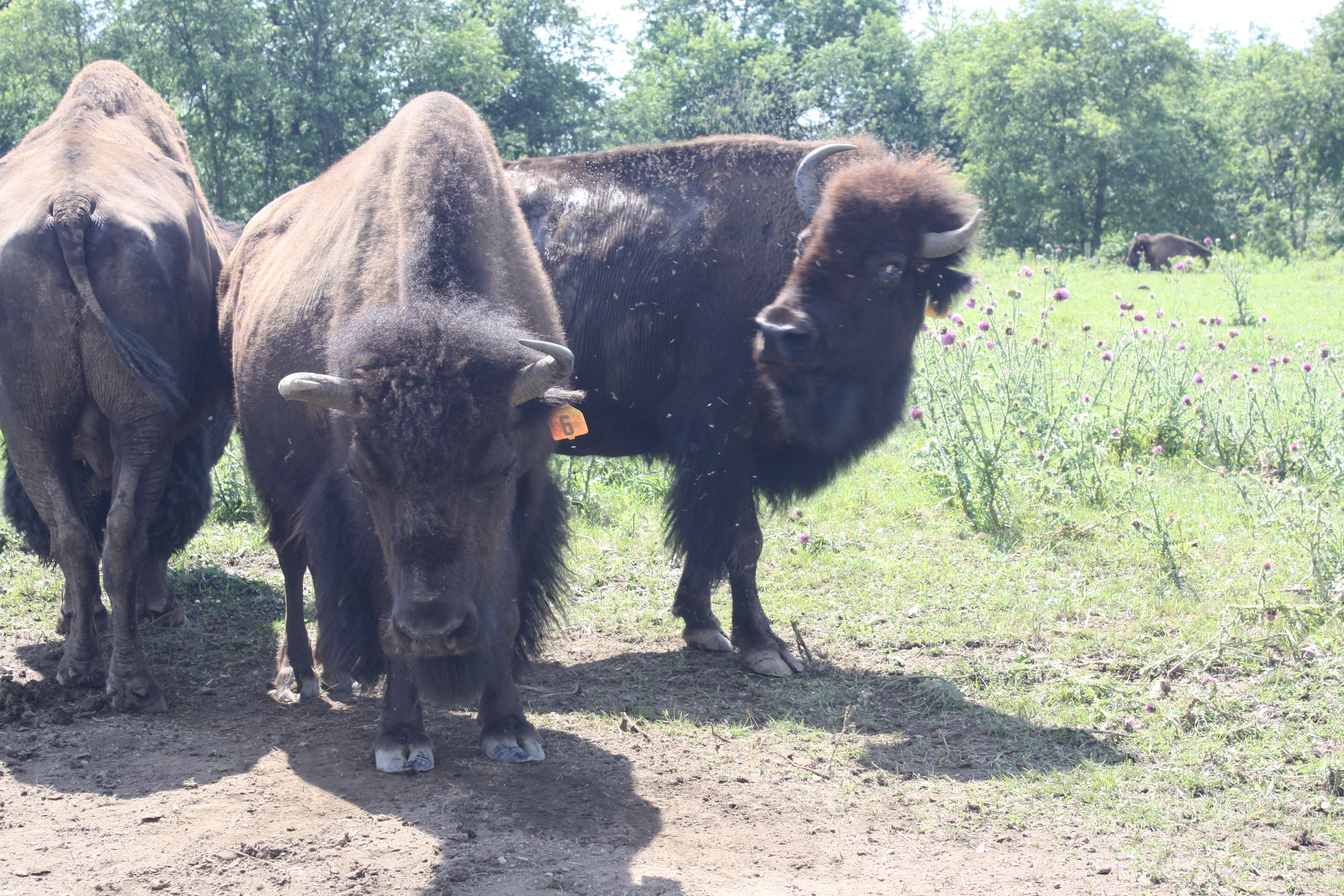
Bizon americký
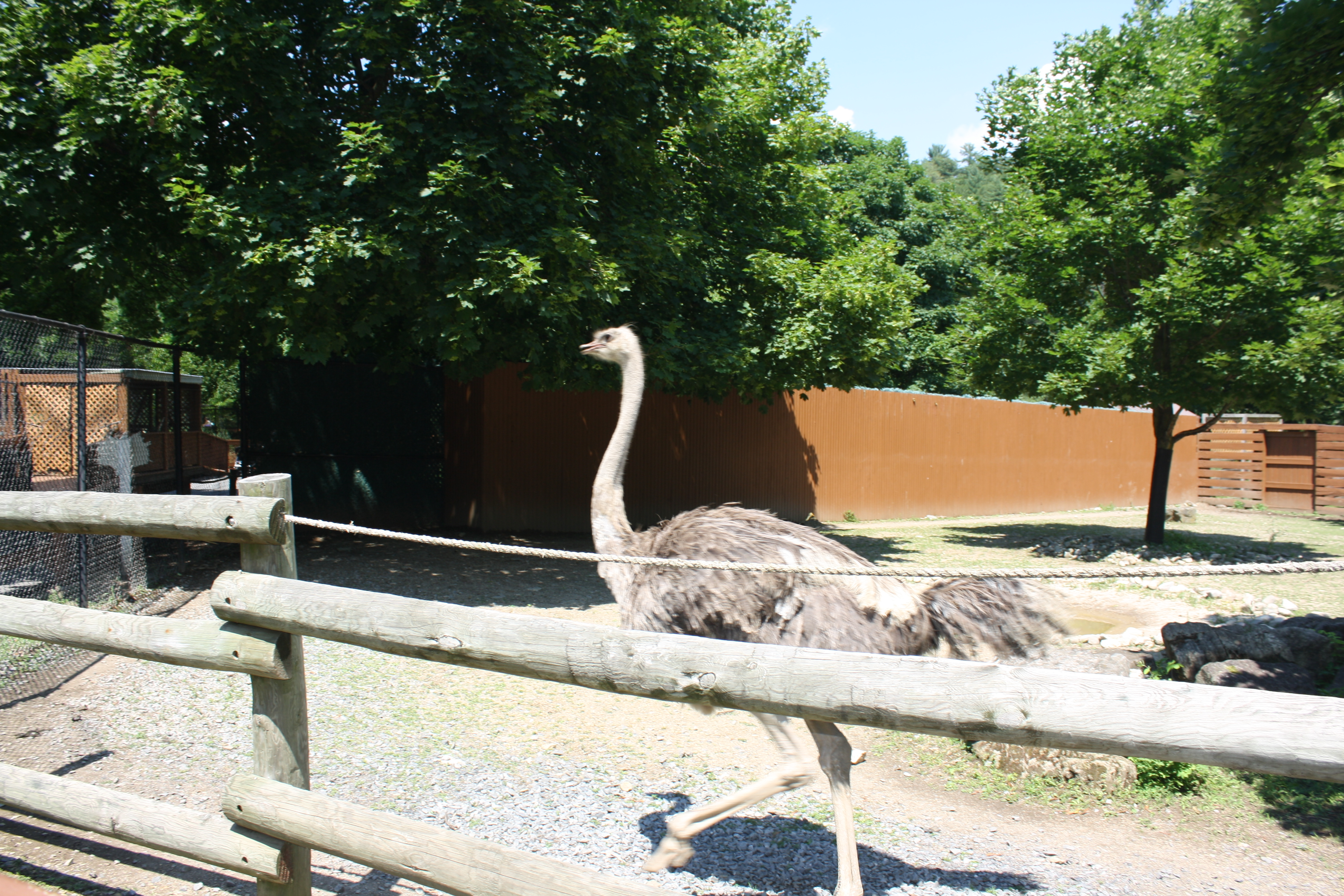
Pštros